# La Prensa (Managua)
Pour les articles homonymes, voir La Prensa.
La Prensa (nom signifiant, en français : « La Presse »), est un quotidien nicaraguayen, de langue espagnole, publié à Managua.

## Histoire
Le journal est fondé le 2 mars 1926 par Pedro Joaquín Chamorro Zelaya, arrière-petit-fils de Pedro Joaquín Chamorro Alfaro (1818-1890), président du Nicaragua de 1875 à 1879, petit-neveu de Diego Manuel Chamorro Bolaños (1861-1923), président de 1921 à 1923, et apparenté à quatre autres présidents issus de la famille Chamorro. De sensibilité conservatrice, le journal s'est placé dans l'opposition aux régimes dictatoriaux successifs de la famille Somoza, de 1936 à 1979.
En 1978, Pedro Joaquín Chamorro Cardenal, fils du fondateur et lui-même directeur de La Prensa, est assassiné sans que le meurtre soit jamais élucidé (bien que l'opinion publique a fait porter la responsabilité du crime sur le régime du dernier des Somoza, Anastasio Somoza Debayle).
La direction du journal est alors reprise par la veuve de Pedro Joaquín Chamorro Cardenal, Violeta Barrios de Chamorro, un temps membre de la Junte de reconstruction nationale, après la chute du régime Somoza, puis opposante au régime sandiniste.
En 1980, une fraction significative de la rédaction, en désaccord avec la ligne anti-sandiniste prônée par Violeta Chamorro, part avec Xavier Chamorro Cardenal, frère de Pedro Joaquin, fonder un nouveau quotidien orienté à gauche, El Nuevo Diario. La même année, le fils cadet de Violeta, Carlos Fernando, devient rédacteur en chef de Barricada, organe de presse du FSLN.
Le 25 février 1990, Violeta Chamorro, candidate à l'élection présidentielle, bat au premier tour le président sandiniste sortant, Daniel Ortega, et est investie présidente le 25 avril suivant. Ne se représentant pas à l'élection de l'automne 1996, elle passe le relais de la présidence, le 10 janvier 1997, à Arnoldo Alemán.
Depuis le 13 août 2021, La Prensa diffuse ses informations uniquement depuis son site internet faute à un manque de ressources à la suite de la saisie de ses locaux et ses comptes bancaires par le gouvernement nicaraguayen. Le journal maintient depuis 2007 une position critique envers Daniel Ortega (au pouvoir depuis 2007) et son épouse Rosario Murillo. 
Le 31 mars 2022, Juan Lorenzo Holmann Chamorro, dirigeant du journal est condamné à neuf ans de prison pour des accusations de « blanchiment d'argent ». Cette condamnation s'inscrit dans une démarche de musellement de l'opposition du pouvoir en place. Libéré début février 2023, il est expulsé et déchu de sa nationalité nicaraguayenne. Depuis 2021, sept candidats de l'opposition et 39 autres opposants ont été arrêtés.
Le journal a admis en 1988 avoir reçu des fonds de la National Endowment for Democracy. 